# Tethytragus
Tethytragus es un género extinto de mamíferos artiodáctilos. Se han hallado restos fósiles en Bosnia, Grecia, Turquía y España, y se han datado entre 9 y 14 millones de años, en el Mioceno medio y tardío. 

## Descripción
La reconstrucción de Tethytragus lo muestra como un animal de unos 30 Kg de peso, de aspecto similar al de una cabra, con pelaje de tonos marrones o grisáceos en el dorso y flancos, más claros en la parte baja del cuerpo, la cola y el rostro.

## Paleopatología
La mandíbula hallada en el yacimiento de Somosaguas presenta una cavidad y un desgaste anómalo en uno de sus molares, lo que ha motivado su estudio paleopatológico. La hipótesis más probable señala como causa un traumatismo mecánico que habría debilitado el esmalte, facilitando el ataque bacteriano y la subsiguiente caries.